# Endophasie
Pour le cinéma, voir Voix intérieure.

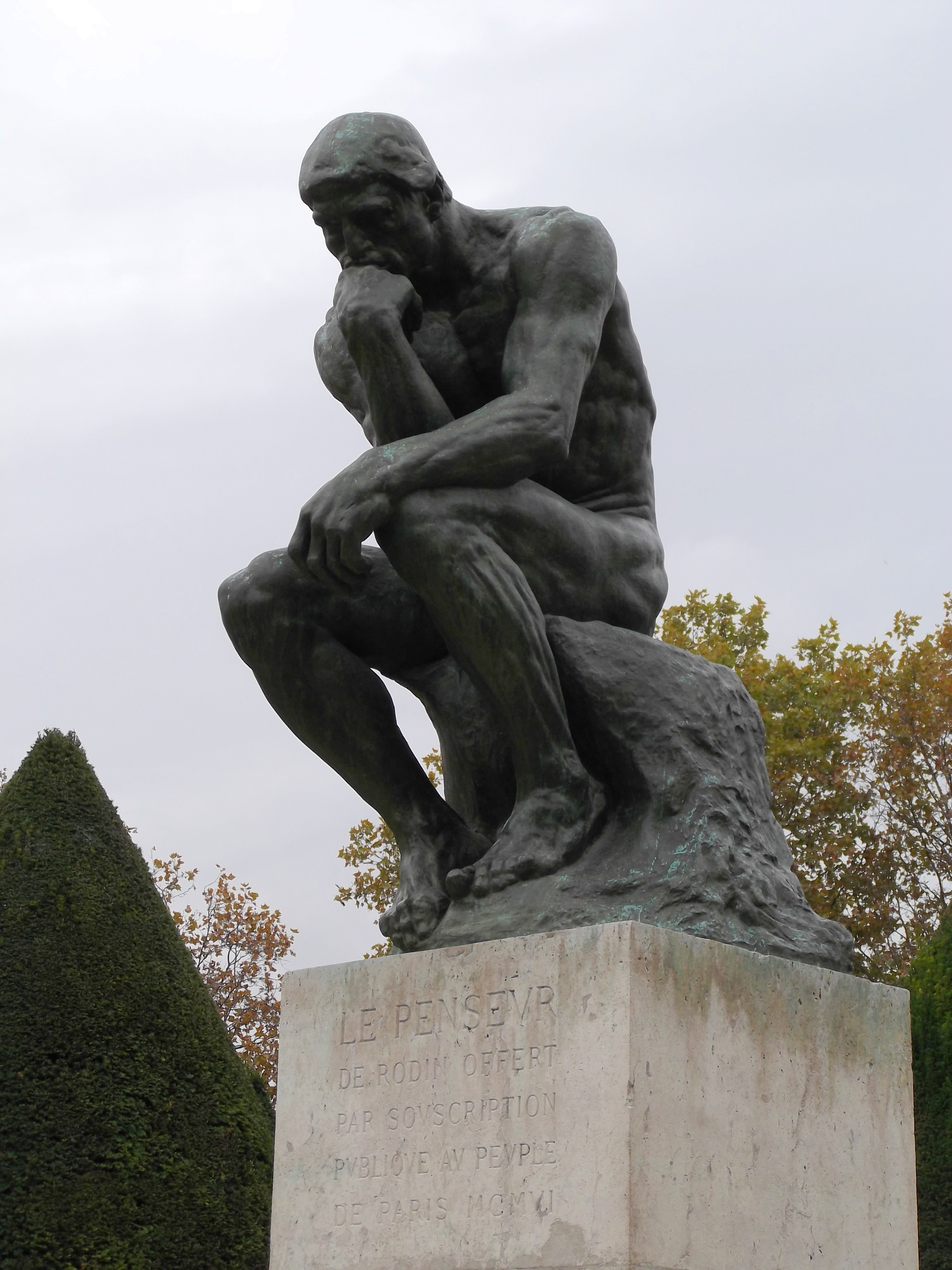
Le Penseur, Auguste Rodin (1881-1882), musée Rodin, Paris, France.

L’endophasie, le monologue intérieur, la parole intérieure, le discours intérieur, la communication intrapersonnelle ou l'autocommunication… désignent l'échange intérieur (mental) d'idées, de réflexions avec soi-même. Elle peut prendre la forme de pensées réflexives simples, comme se dire « Je ferai mieux la prochaine fois » après une erreur, ou des formes plus complexes et créatives (comme s'imaginer en train de trouver une solution à un problème). 
Elle est perçue comme un processus où l'émetteur et le récepteur sont une seule et même personne ; c'est une certaine forme de manifestation du langage humain qui n'est perçue de manière compréhensible que par le locuteur, raison pour laquelle elle est aussi qualifiée de langage intérieur, qui peut être verbal ou non verbal. Plus ou moins liée à l'imagination, elle peut porter sur la planification, la production de scenarii, le calcul mental ou la résolution de problèmes, la perception, le raisonnement, l'introspection et le rêve. Elle peut être interne, se déroulant uniquement dans l'esprit, ou externe, comme lorsqu'une personne écrit un journal intime ou une liste de tâches pour elle-même. Des chercheurs ont produit des modèles de communication intrapersonnelle, pour mieux analyser les stimuli internes et externes en cause, leur interprétation, la codification symbolique des messages. Certains auteurs considèrent que l'émetteur et le récepteur sont identiques (un « moi intérieur »), tandis que d'autres voient cette communication comme un échange entre différentes parties du soi.
Deux formes principales en sont distinguées :
- Le monologue intérieur (self-talk) : une seule voix s'adresse à la personne ;
- Le dialogue intérieur (inner dialogue) : plusieurs voix (généralement deux, ou parfois plus) représentant différentes perspectives se répondent ou interagissent.

Elle se distingue de la communication interpersonnelle, où l'émetteur et le récepteur sont des individus distincts, mais elle peut lui être connectée ; quand les retours positifs ou négatifs des autres influencent le discours intérieur, qui à son tour façonne la manière dont la personne interagit socialement.
Son étude objective est jugée plus complexe que celle des autres formes de communication, mais la communication intrapersonnelle est essentielle pour comprendre les processus cognitifs, la construction du soi, et les interactions sociales ; elle joue un rôle clé dans la construction de l'imaginaire chez l'enfant, et pour la santé mentale, selon que le discours intérieur soit structurant (dialogue intérieur jungien de la psychologie analytique par exemple), positif (favorable au bien-être émotionnel et à l'estime de soi… parfois excessive), ou excessivement négatif (et alors source de stress, d'anxiété et de dépression). Elle est normale et bénéfique dans certains contextes (comme l'autorégulation émotionnelle), mais jugée pathologique quand elle devient envahissante (avec pensée en boucle par exemple), incontrôlable et/ou accompagnée de détresse psychologique 2 ou quand elle s'apparente au fait d'entendre des voix (hallucinations auditives associée à la schizophrénie et à certaines psychoses).
Les thérapies cognitivo-comportementale cherchent à favoriser la prise de conscience de ces schémas de pensée (négatifs notamment) pour les modifier au profit d'une meilleure santé mentale.
Le discours intérieur est habituellement « silencieux », mais il peut être « parlé » : la soliloquie désigne le fait de parler tout seul à voix haute. Si elle devient envahissante, anormalement compulsive ou hallucinatoire, ou si elle interfère négativement avec la vie quotidienne ou sociale, une évaluation psychiatrique est recommandée pour en rechercher l'origine et proposer une prise en charge adaptée.

## Sémantique
Le terme endophasie (du grec endo, signifiant dedans et phasie, signifiant parole) a été inventé en 1892 par le médecin et philosophe Georges Saint-Paul. Saint-Paul distingue trois types d'endophasie selon les images mentales mobilisées :
1. Monoeidique : utilisation d'une seule image mentale (auditive, visuelle ou motrice).
2. Dueidique : prédominance de deux images sur trois.
3. Trieidique : mobilisation simultanée des trois types d'images (cas exceptionnel).

Plusieurs disciplines (philosophie, médecine, psychologie, linguistique) ont ensuite réutilisé cette approche, qui a suscité des études empiriques variées.

## Histoire
Le sujet du langage intérieur est bien plus ancienne que le mot endophasie ; on le trouve cité dès la Grèce antique, en philosophie par Platon notamment, pour qui la pensée est « un dialogue intérieur et silencieux de l’âme avec elle-même »
Alors que pendant l’Antiquité et le Moyen Âge la philosophie formulait le problème d’un point de vue « théologico-métaphysique », vers la fin du XIXe siècle le questionnement a été déplacé vers une perspective psychologique et linguistique, focalisée sur les thèmes du dédoublement normal (ou pathologique) du locuteur, des hallucinations auditives ou encore des ressorts cachés de l’appareil phonatoire.
C’est en 1892 qu’apparaît pour la première fois le terme d’endophasie sous la plume du médecin et philosophe Georges Saint-Paul. Cette même année Saint-Paul lance une enquête par questionnaire sur le langage intérieur, adressée à un large public et qui, en quelques mois seulement, recueille plus de 200 réponses. Bien qu’aujourd’hui les observations notées par les participants n’aient pas de véritable statut de données scientifiques et qu’elles relèvent plutôt de « mises en scène (…) d’une intériorité quotidienne », Georges Saint-Paul les considère à l’époque comme des reflets directs de différents types de fonctionnement cérébral.

## Typologie
Selon Georges Saint-Paul, il existe trois types de langage intérieur, qu’il nomme monoeidique, dueidique et trieidique,. Pour les distinguer, il se base sur les différentes sortes d’images mentales : auditive, visuelle et motrice, qui sont reprises dans l’incitation insérée dans son questionnaire : « entendez-vous, lisez-vous, prononcez-vous mentalement les mots de votre pensée ». Les individus qui utilisent une seule des trois images correspondent au type monoeidique, ceux chez qui prédominent deux images sur trois au type dueidique, et enfin les individus qui correspondent au type trieidique se servent des trois images simultanément. Cependant, Saint-Paul considère ce dernier comme exceptionnel.

## Études empiriques
La difficulté majeure de l’étude empirique de l’endophasie réside dans la nature contradictoire ou paradoxale, du phénomène lui-même, qui consiste dans le fait que le sujet « étudié » et le sujet « étudiant » sont un seul et même individu ; le sujet étant le seul à pouvoir observer son propre langage intérieur, il doit donc – en principe – s’étudier lui-même. Par ailleurs, des divergences d’interprétation des phénomènes observés peuvent apparaître du fait que les apports des auteurs proviennent principalement d’intuitions et d’expériences personnelles. Toutefois, des études empiriques ont pu être réalisées dans trois cadres disciplinaires différents. Tout d’abord, en médecine l’enquête par questionnaire réalisée par Georges Saint-Paul a sollicité l’observation intérieure de plusieurs centaines de participants.
Dans la psychologie du début du XXe siècle, Lemaître a réalisé une étude sur l'idéation (production des idées) en contexte scolaire (avec des élèves de 12-14 ans). D’autres études psychologiques se sont focalisées soit sur les rapports entre la parole intérieure et la lecture visuelle, mettant en évidence l’importance de la visualisation dans les lectures silencieuses ; soit sur l’émission d’une parole intérieure pendant la résolution de tâches non verbales.
Enfin, les œuvres littéraires ont également fourni un matériau pour l’étude du langage intérieur. D’une part, certaines œuvres mettent en scène un « monologue intérieur » ou « courant de conscience ». D’autre part, les phases préparatoires d’œuvres littéraires relèvent d’une « endophasie écrite ». Sur le plan théorique, la conception d'Édouard Dujardin offre quelques éléments sur la mise en place du méta-discours sur le monologue intérieur.

## «Parole intérieure» et cognition chez la personne autistes
La mémoire, la parole intérieure et d'autres éléments des fonctions exécutives (inhibition des réponses prépotentes, set-shifting, planification d’action, attention visuelle conjointe, etc.) fonctionnent souvent différemment chez les personnes autistes . 
« Certains enfants diagnostiqués avec TSA (trouble du spectre autistique) semblent limités dans leur utilisation de la parole intérieure », avec un effet sur leur mémoire de travail et donc sur leurs performances cognitives. Une étude à porté mis en évidence trois sujets :
1. Mémoire et rappel verbal : lorsqu’ils devaient mémoriser à la fois des images et des mots, les enfants autistes ont moins bien mémorisé (par rapport aux enfants non autistes), ce qui suggère une différence dans la façon dont ils traitent l'information visuelle et verbale ;
2. Encodage verbal : Chez l'enfant, la longueur d'un mot peut rendre sa mémorisation plus difficile[18],[19]. Quand on a présenté à des enfants autistes des images et le mot désignant ce qu'elle représente, la longueur des mots avait moins d'effet sur la mémorisation chez eux (par rapport aux enfants non-autistes), sauf si on leur demandait explicitement de les nommer à voix haute (ce qui les force à passer du langage intérieur au langage parlé) ;
3. Commutation de tâches : La suppression articulatoire a altéré la mémorisation dans le groupe-témoin, mais n’a eu aucun impact sur les enfants autistes, suggérant une moindre dépendance à la parole intérieure.

Ces résultats indiquent que certaines personnes autistes ont un usage différent de la parole intérieure, influençant possiblement leur mémoire, leur organisation cognitive et leur flexibilité cognitive. On sait par ailleurs que certains autistes ont aussi parfois des aphasies (mutisme sélectif) et que d'autres seront toute leur vie « non-verbaux », mais dotés d'une riche vie intérieure (incluant le discours et le dialogue intérieurs, avec possibilité d'écrire via un clavier ou un système de pointage). D'autres, comme Temple Grandin se décrivent comme ayant une « pensée en images ». La Recherche d'éventuelles spécificités autistiques à la pensée intérieure doit encore progresser, pour expliquer ces mécanismes en jeux et y adapter les stratégies éducatives.

## Controverses
Une première source de controverse possible sur le sujet du langage intérieur réside dans le vocabulaire utilisé pour désigner ce phénomène : parole intérieure, langage intérieur, endophasie, monologue intérieur et courant de conscience évoquent chacun une représentation légèrement différente de ce phénomène.
Deux controverses majeures concernent la discipline la plus en mesure d’étudier le langage intérieur, ainsi que le statut du langage intérieur en regard de la pensée. 
Traditionnellement et durant des siècles, ce sujet a relevé de la philosophie. 
Puis, à partir du XIXe siècle, les disciplines scientifiques se sont intéressées à ce phénomène, en commençant par la médecine et l’étude réalisée par Georges Saint-Paul.
Parallèlement, des études cliniques sur l’aphasie ont tenté de mieux comprendre l’endophasie également.
Par la suite, deux autres disciplines scientifiques se sont ajoutées à la médecine : la psychologie de la fin du XIXe siècle et du premier quart du XXe siècle, avec les travaux de V. Egger, J. Piaget et L. Vygotski et, au début du XXIe siècle, la linguistique : Gabriel Bergounioux a proposé le terme d’« endophasiologie » pour désigner la discipline linguistique dédiée à l’étude du langage intérieur.
En ce qui concerne le statut du langage intérieur en regard de la pensée, dans la tradition philosophique occidentale les deux phénomènes sont considérés comme identiques. Quant à Saint-Paul, il considère le langage intérieur plutôt comme un reflet du cerveau. Pour Vygotski le langage intérieur se distingue de la pensée, tout en étant de nature psychologique. Gabriel Bergounioux considère pour sa part que le langage intérieur conserve sa nature proprement linguistique.